# Helicteres semiglabra
Helicteres semiglabra är en malvaväxtart som beskrevs av Ferdinand von Mueller. Helicteres semiglabra ingår i släktet Helicteres och familjen malvaväxter. Inga underarter finns listade i Catalogue of Life.